# 太政官厨家
太政官厨家（だいじょうかんちゅうけ）は、本来は太政官に付属する厨房を指すが、古代においてはこれを管理する官司を指した。
太政官における会議や行事の際に出される食事の準備やそのために必要な用具・雑貨などの調達などを本来の職務としていたが、同時にその食料や費用に充てる公田（乗田）地子の管理や弁官以下の太政官官人や雑用を行う召使までの禄米・時服などの給与の支払なども行った。
延喜式によれば、責任者である別当（べっとう）は少納言・弁官・外記・史からそれぞれ1名が兼務し、これに続く預（あずかり）は少納言局・弁官局の史生より各1名ずつが充てられ、毎年2月に太政官が行う列見の儀式までの1年間ずつの交替制であった。
公田の地子を舂米・軽貨の形で送られて太政官厨家に納められた他、諸国から集められた例進納物もここに納められた。だが、後に班田制の崩壊と位田などの増加、国司による地子の正税などへの転用によって本来は班田の余剰田であった乗田及びその地子も減少するようになり、便補保と呼ばれる一種の荘園が設置されてそれが乗田の代わりとされた。また、本来太政官厨家は少納言局と弁官局が共同で管理することになっていたが、蔵人所の設置で少納言及び少納言局の職掌が形骸化すると、専ら弁官局が管理するようになり、更に残された乗田や便補保も代々官務（左大史）を務めた小槻氏の事実上の所領となっていった。